# Quale verità
Quale verità (Sannheten bortenfor) è un romanzo poliziesco dell'autrice norvegese Anne Holt, il settimo dedicato alle vicende dell'Ispettore Capo della polizia di Oslo Hanne Wilhelmsen.
Il libro è stato tradotto in svedese, finlandese, tedesco, giapponese, inglese, spagnolo, danese e italiano.

## Trama
Sono passati tre anni e la vita di Hanne è radicalmente cambiata: si è sposata con Nefis, hanno in casa Marry che fa loro da governante, la sintonia con i vecchi amici si è ristabilita, tutto questo grazie al fatto che lei ha accettato di sottoporsi a una psicoterapia settimanale. È il 19 dicembre del 2002 e Hanne non vede l'ora di trascorrere le vacanze natalizie in famiglia. Ma, nel suo stesso quartiere, avviene un quadruplice omicidio: con due diverse armi (una pistola e un revolver) muoiono due coniugi, il loro primogenito e un quarto uomo. Il dirimpettaio non ha sentito nulla, gli altri pochi abitanti della casa signorile non sono presenti. L'enormità del crimine impone il richiamo in servizio di tutti gli investigatori più capaci e Hanne vede sfumare le sue vacanze.
Le indagini frenetiche portano a scoprire molto sui tre congiunti uccisi: membri di una famiglia di armatori navali, piuttosto ricchi, avevano in corso una faida familiare per il passaggio dell'attività dal padre, Hermann Stahlberg, al primogenito Preben. Il figlio secondogenito, Carl-Christian sarebbe stato defraudato ed estromesso assieme alla moglie Mabelle; la figlia più giovane, tossicodipendente, aveva già ricevuto denaro e altre proprietà ma parteggiava per il fratello escluso, chiamato in famiglia C-C. La quarta vittima, Knut Sidensvans, non aveva legami di alcun genere con la famiglia Stahlberg; inoltre risultava essere stato colpito per primo, ancora sulla soglia dell'ingresso. Tutti nella polizia, a partire dal legale Annmari Skar, sono convinti che l'assassino sia da cercare tra C-C, Mabelle e la giovane Hermine; solo Hanne si ostina a dubitare, vista la presenza di un quarto cadavere.
Durante le indagini Billy T. ferma un certo Straccio (tossicodipendente), dopo che questi gli ha fornito un'informazione. La notte stessa il poveretto si lancia contro il muro della cella e muore con il cranio fracassato. Questo impone all'investigatore di essere più prudente con i suoi informatori: viene a sapere dalla donna di Straccio (Sølvi Jotun) che Hermine ha acquistato una pistola e questa corrisponde a una delle armi usate. Intanto un giovane agente, con un gesto sconsiderato, ricupera le due armi in fondo a un laghetto, grazie alla testimonianza di un vecchio signore del luogo. C-C, Mabelle e Hermine vengono arrestati. Per farla finita, C-C si accusa di tutti i delitti ma è palese che mente; quanto a Hermine è all'ospedale e solo dopo qualche giorno è ritrovata da Hanne. L'interrogatorio della ragazza fa emergere una situazione personale di abusi sessuali da parte di uno zio, nonché la volontà di Hermine di uccidere i genitori, ma, arrivata nei pressi di casa, la giovane è fuggita in preda al terrore e un testimone l'ha vista scappare. Hermine ha gettato la pistola in terra, prima che sopraggiungesse l'assassino.
Hanne indaga per conto proprio: i suoi rapporti con alcuni superiori (Skar e Puntvold) la stanno isolando e già pensa di lasciare la polizia. Apprende molte cose su Sidensvans, soprattutto che stava facendo ricerche su casi archiviati, per una pubblicazione. Quando trova la soluzione del caso, solo Håkon Sand crede ancora in lei e le permette di arrestare il colpevole, un funzionario della polizia corrotto. Sidensvans non era invitato dagli Stahlberg e solo perché il loro vicino non gli aveva aperto, si è trovato assieme alla famiglia quando l'uomo che stava per denunciare gli è arrivato alle spalle e lo ha freddato, dovendo però fare altre tre vittime per non lasciare testimoni. La cattura di costui (Puntvold) non finisce come previsto perché Hanne gli compare davanti all'improvviso e lui le spara, per poi arrendersi a Billy T. Troppo tesa per i rapporti con i colleghi e anche per ragioni riguardanti la sua famiglia di origine, Hanne ha perso la concentrazione all'ultimo momento e cade priva di sensi.

## Edizioni in italiano
- Anne Holt, Quale verità, traduzione di Margherita Podestà Heir, Torino, Einaudi, 2014